# Antonio Viviani

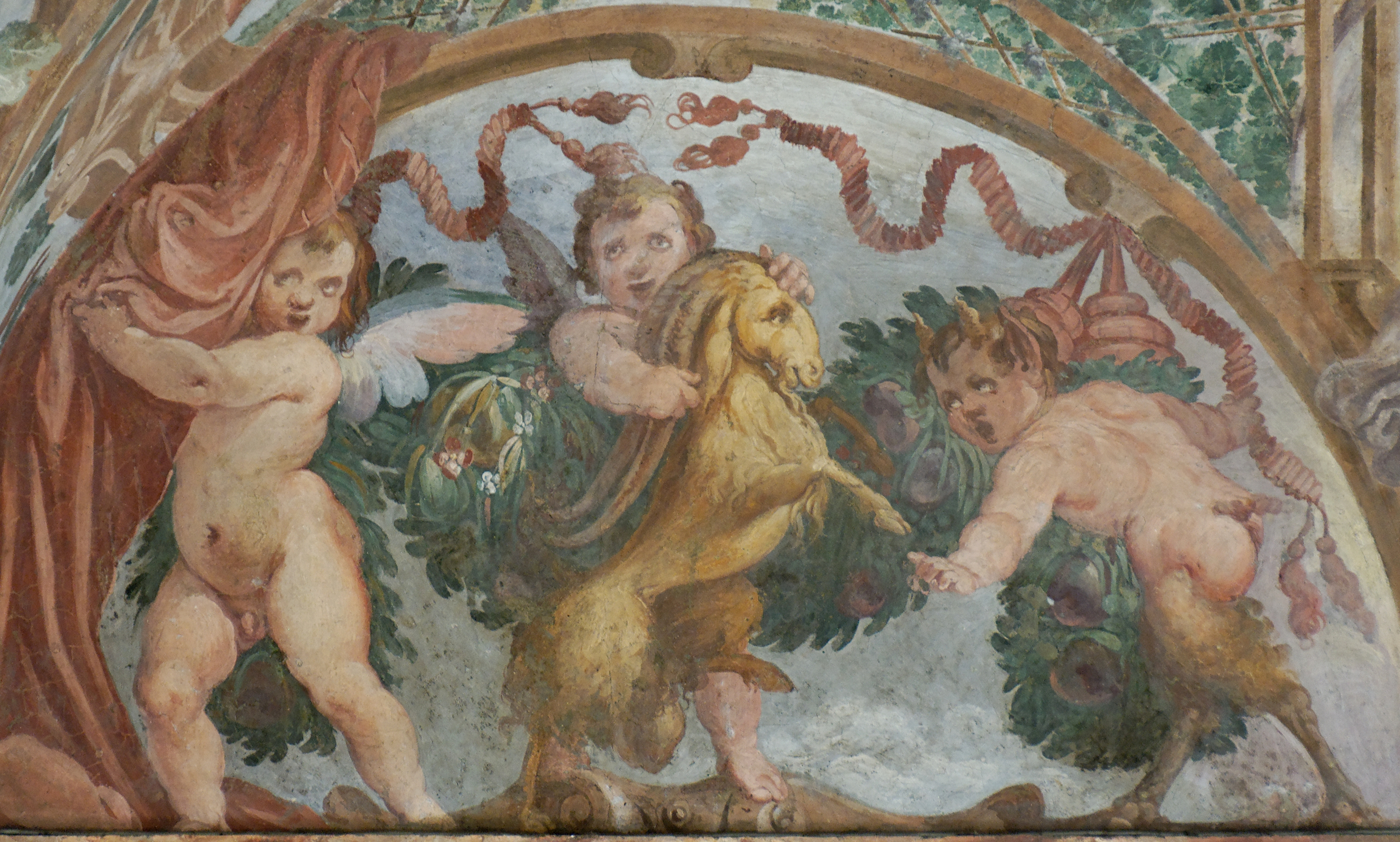
Antonio Viviani: Putti mit einem Ziegenbock als Symbol des Hauses Altemps, Fresko in der Loggia des Palazzo Altemps, Rom

Antonio Viviani (* 1560 in Urbino; † 6. Dezember 1620 ebenda) war ein italienischer Maler und Freskant. Da er schwerhörig oder taub war, nannte man ihn auch „il Sordo di Urbino“. Diese Behinderung soll er sich laut Baglione angeblich durch die Feuchtigkeit der Wände beim vielen Freskenmalen zugezogen haben.

## Leben und Wirken
Seine Eltern waren Tommaso Viviani und Petra Castellucci aus Acqualagna. Seine künstlerische Ausbildung machte er bei Federico Barocci und gilt als einer von dessen besten Schülern. Er hatte außerdem Unterricht in Rom bei Ottaviano Mascarino, welcher ihn auf der Grundlage von Zeichnungen des Raffaellino da Reggio unterrichtete.

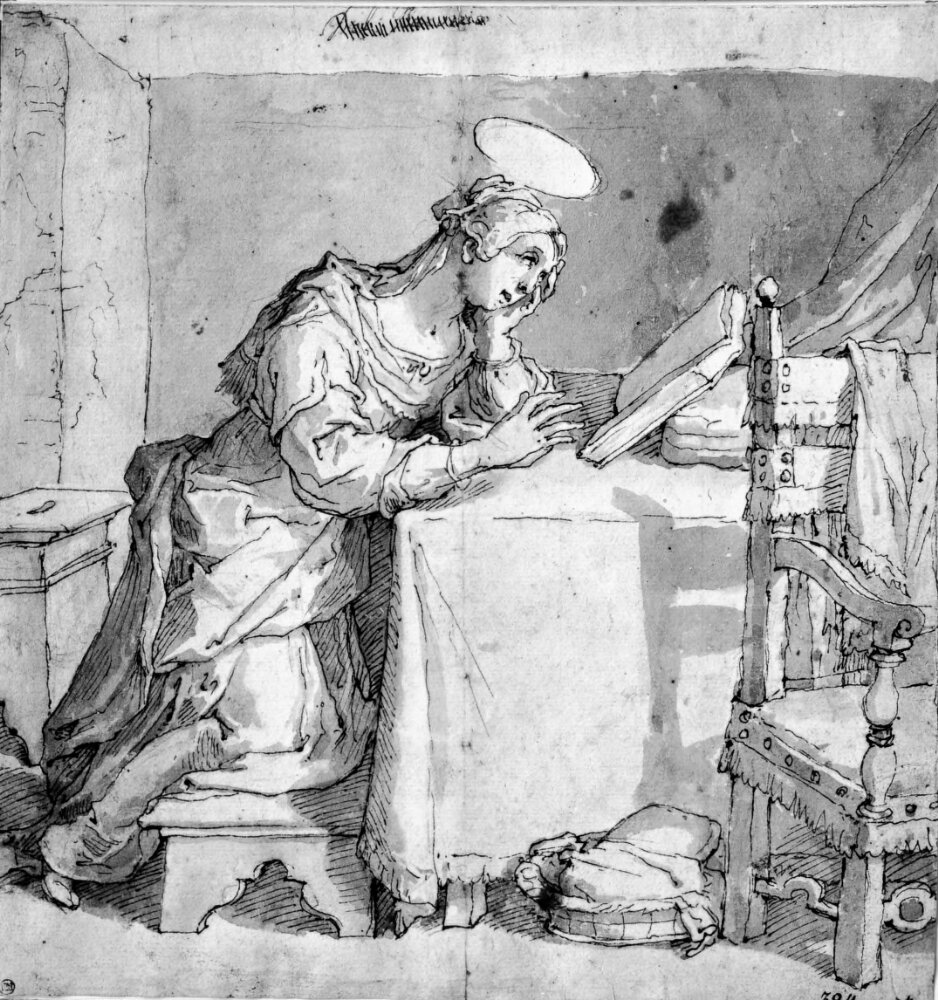
Maria Magdalena im Gebet, Zeichnung, Nationalmuseum, Stockholm

1581 war Viviani an Dekorationen im Oratorium der SS. Annunziata von Urbino beteiligt. Er ging jedoch bald nach Rom, wo er zwischen 1585 und 1590, während des Pontifikats von Sixtus V., unter der Leitung von Giovanni Guerra und Cesare Nebbia an verschiedenen Freskendekorationen in der Scala Santa, im Lateranspalast und in der Biblioteca Sistina arbeitete, neben anderen Malern aus seiner heimatlichen Region, wie Giovanni Paolo Severi, Giorgio Picchi und Giovan Giacomo Pandolfi.

Gemeinsam mit Andrea Lilio aus Ancona malte er 1590–91 einen Freskenzyklus über den hl. Hieronymus in der Kirche San Girolamo degli Illirici (Rom); die Hände der beiden Maler sind dabei nur schwer auseinanderzuhalten. Andere dokumentierte Werke Vivianis für römische Kirchen aus dieser Zeit sind nicht erhalten.
Zurück in Urbino wurde er 1595 auf Rat von Barocci ausgewählt, um am Dekor der Cappella del SS. Sacramento im Dom von Urbino mitzuwirken, für die Barocci selber das große Altarbild mit dem Letzten Abendmahl beisteuerte; Viviani malte dafür Bilder mit den Wundern der Eucharistie. Auch im Zusammenhang mit Baroccis Rosenkranzmadonna für die Kirche San Rocco in Senigallia erhielt Viviani zwischen 1598 und 1599 den Auftrag für mehrere Bilder mit den Mysterien des Rosenkranzes. Barocci vertraute Viviani auch andere wichtige Aufgaben an, beispielsweise überwachte er im Jahr 1596 den Transport von Baroccis Altarbild der Kreuzigung mit Heiligen nach Genua für die dortige Kathedrale. Viviani blieb eine Zeitlang in Genua und bekam mehrere Aufträge für Malereien, namentlich ein Gemälde für den Hauptaltar der Kirche San Tommaso, das jedoch im 19. Jahrhundert verloren ging (oder verschollen ist); für dieselbe Kirche malte er außerdem eine Madonna mit Kind und Heiligen (vorort).

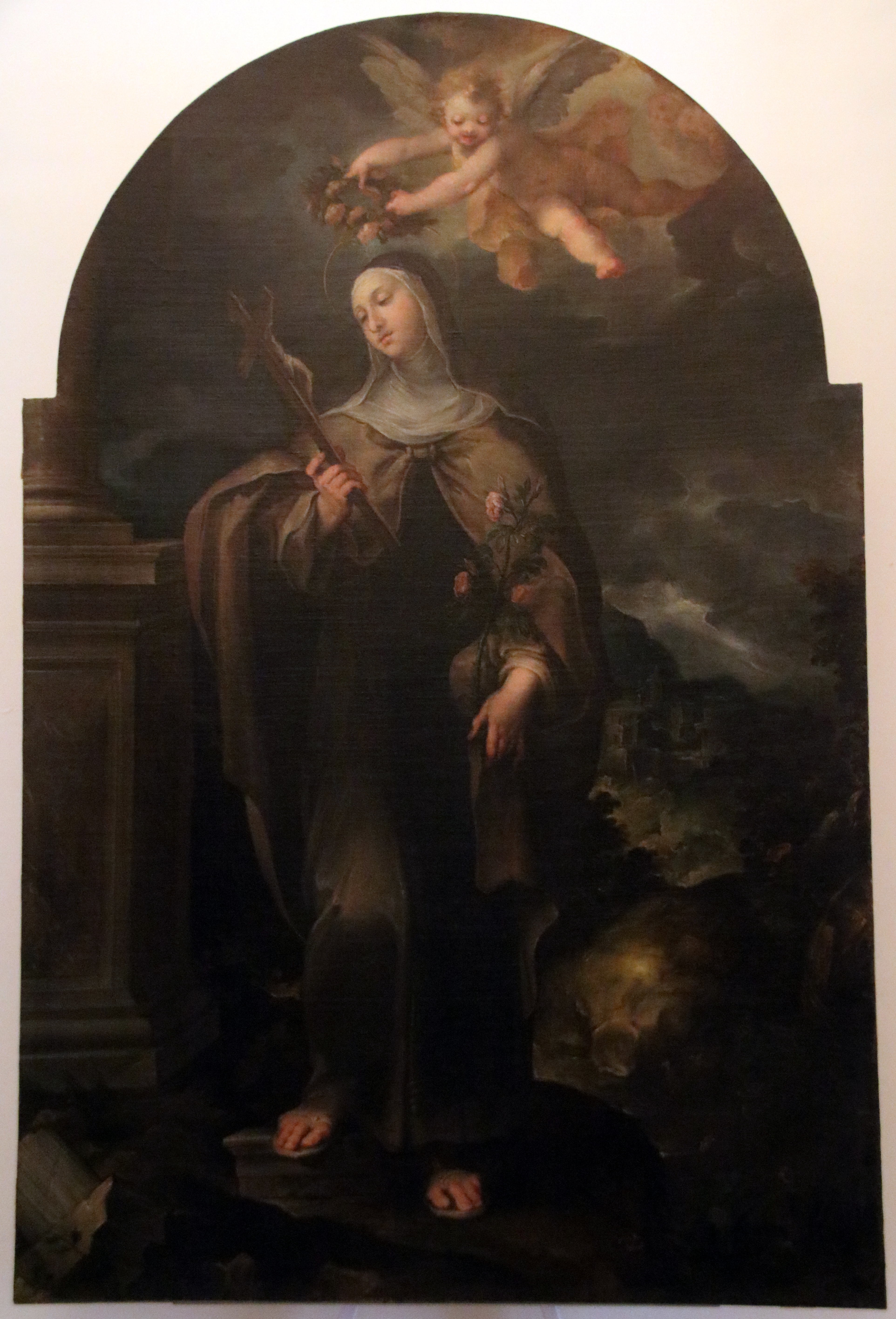
Die hl. Rosa von Viterbo, Öl auf Leinwand, Galleria nazionale delle Marche, Urbino

Daneben schuf Viviani 1598 gemeinsam mit Giorgio Picchi, Damiani und Virgilio Nucci Festdekorationen zum Einzug von Papst Clemens VIII. in Pesaro. Dabei lernte er den Kardinal Cesare Baronio kennen, der ihn wieder nach Rom holte, wo Viviani einen Zyklus über den hl. Gregor in der Kirche San Gregorio al Celio malte. Im Jubeljahr 1600 schuf er außerdem die Verkündigung für das Oratorium der Kirche Santa Maria del Gonfalone in Fabriano.

In Rom malte Viviani zu Beginn des 17. Jahrhunderts namentlich auch verschiedene Dekorationen im Vatikan, darunter neben Paul Bril die Fresken in der Sala dei Palafrenieri. 1612–13 war er neben anderen Malern an der Ausschmückung des Appartements von Papst Paul V. beschäftigt, wo er unter anderem die allegorische Darstellung mit dem Triumph Pauls V. im großen Salone des Archivio apostolico malte. In der Bibliothek arbeitete er unter Leitung von Giovanni Battista Ricci.

Ebenfalls mit verschiedenen, aber namentlich nicht bekannten Mitarbeitern wirkte er außerdem an Dekorationen im Palazzo Sforza Cesarini, der später im Palazzo Barberini aufging.
Nach dem Tode seiner Frau Margherita, die am 16. Dezember 1614 starb und mit der er eine Tochter namens Felicia hatte, kehrte er nach Urbino zurück. Dort schuf er bis 1616 Dekorationen in der Kirche San Francesco di Paola und zuletzt, zwischen 1618 und 1620, Fresken in der Kirche San Pietro in Valle in Fano, darunter einen Zyklus über das Leben des hl. Petrus in der Apsis und im Gewölbe der Kirche und weitere Gemälde für die Kapellen des hl. Paulus und des hl. Paternianus. Einige dabei entstandene Leinwandbilder werden heute (Stand 2023) in der Pinacoteca civica di Fano aufbewahrt.
In seinem Spätwerk, darunter einige Altarbilder von bemerkenswerter Qualität, zeigte sich Viviani unter anderem von Correggio inspiriert. Als ein Meisterwerk dieser Phase gilt das malerisch virtuose Altarbild Die Madonna erscheint dem hl. Donatus, das sich heute in der Galleria Nazionale delle Marche von Urbino befindet.
Weitere Werke Vivianis befinden sich in Kirchen von Cagli, Cantiano und Pergola. Zeichnungen des Künstlers sind im Besitz der Uffizien und der Galleria nazionale delle Marche in Urbino.